# Colestipol
El colestipol es una resina de intercambio aniónico, utilizada para tratar la hipercolesterolemia.

## Farmacodinámica

### Mecanismo de acción
Actúa uniéndose a los ácidos biliares e impidiendo su reabsorción. De esta manera se fomenta la transformación del colesterol hepático en ácidos biliares. Secundariamente, la disminución del colesterol incrementa la actividad de los receptores LDL de los hepatocitos, con lo que se incrementa la eliminación del colesterol LDL plasmático.

### Efecto
El colestipol, como otras resinas de intercambio, reduce eficazmente el colesterol LDL, pero pueden empeorar la hipertrigliceridemia.

### Interacciones
Dado su mecanismo de acción, se produce una interacción en la luz del tubo digestivo, por lo que cualquier otro fármaco que se tome debe de hacerse 1 hora antes o 4-6 horas después de tomar el colestipol.
Los fármacos administrados concomitantemente deben tomarse por lo menos 1 h antes o 4-6 h después del colestipol para reducir la posible interferencia con la absorción.
- Ácidos biliares: el colestipol posiblemente reduce la absorción de los ácidos biliares.
- Diuréticos: el colestipol reduce la absorción de las tiazidas y diuréticos relacionados (administrar con un intervalo mínimo de 2 h).
- Glucósidos cardiotónicos: el colestipol posiblemente reduce la absorción de los glucósidos cardiotónicos.
- Hormonas tiroideas: el colestipol reduce la absorción de las hormonas tiroideas.

## Uso clínico

### Indicaciones
- Hiperlipidemia, sobre todo de tipo IIa, en pacientes que no han respondido satisfactoriamente a la dieta y a otras medidas;
- Prevención primaria de la enfermedad coronaria en varones de 35-59 años con hipercolesterolemia primaria que no hayan respondido a la dieta y a otras medidas;
- Prurito asociado con obstrucción biliar parcial y cirrosis biliar primaria ;
- Trastornos diarreicos.

### Efectos adversos
Como el colestipol no se absorbe, predominan los efectos adversos digestivos. Es frecuente el estreñimiento, pero también aparece diarrea, náuseas, vómitos y molestias gastrointestinales. La hipertrigliceridemia puede empeorar. Se ha descrito una mayor tendencia hemorrágica debida a la hipoprotrombinemia asociada con la carencia de vitamina K.

### Contraindicaciones
- Relativas: Las resinas de intercambio aniónico dificultan la absorción de las vitaminas liposolubles; a veces se precisan suplementos de las vitaminas A, D y K si se prolonga el tratamiento.
- Absolutas: insuficiencia hepática, embarazo y lactancia. Obstrucción biliar completa